# Camponotus massinissa
Camponotus massinissa é uma espécie de inseto do gênero Camponotus, pertencente à família Formicidae.